# 普雷洛格 (克羅地亞)
普雷洛格（匈牙利語：Perlak）是克羅地亞的城鎮，位於該國北部德拉瓦河左岸，距離首府察科韋茨約16公里，由梅吉穆列縣負責管轄，海拔高度150米，2011年人口7,840。

## 外部連結
- The town's official website （页面存档备份，存于） （克羅埃西亞文）